# Paleta cosmética

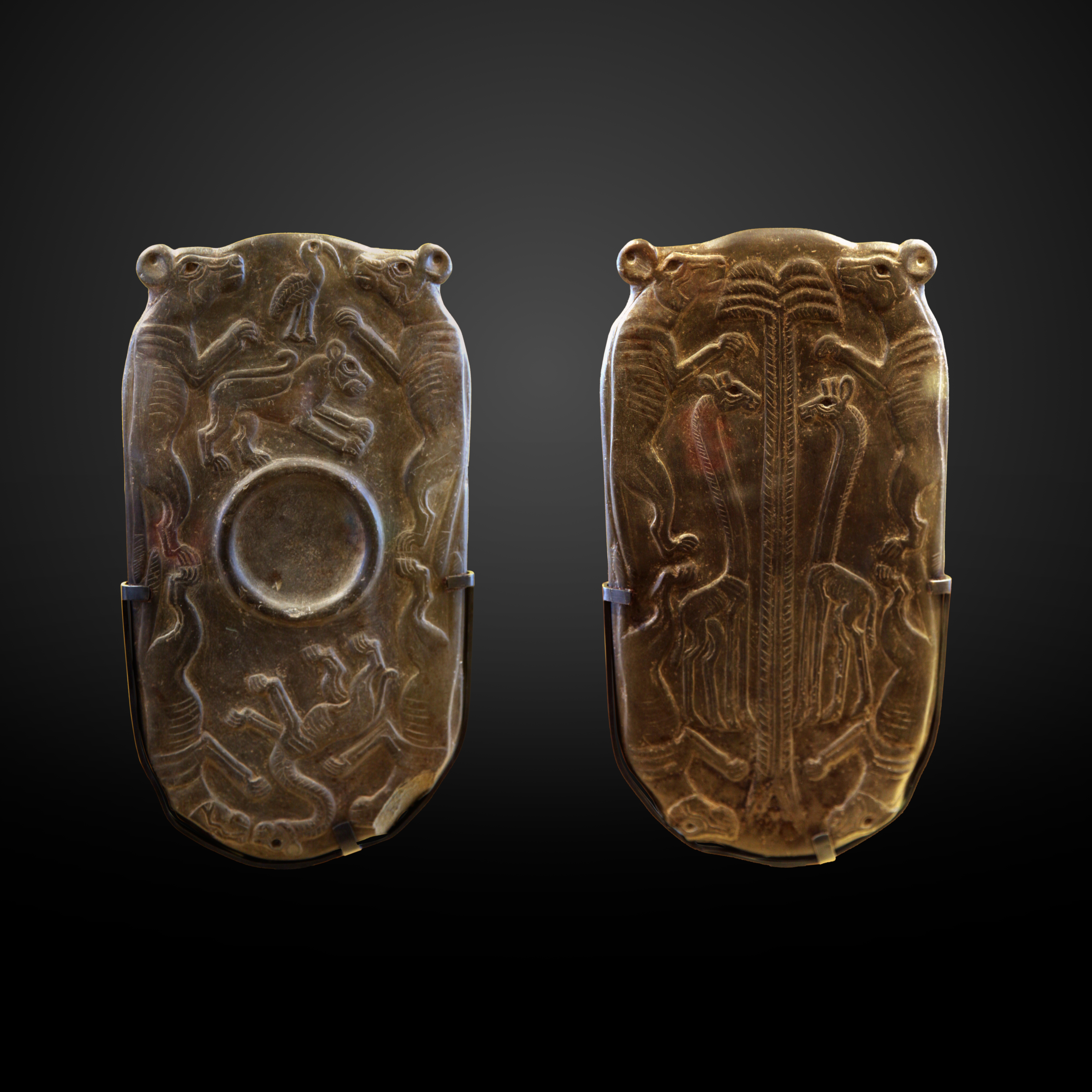
Paleta dos Cachorros

Paleta cosmética ou paleta cerimonial são termos arqueológicos utilizados para descrever artefatos arqueológicos utilizados no Antigo Egito. Eram geralmente feitas com siltito (grauvaque) e são achados como bens tumulares desde o Badari (5500–4000 a.C.). Eram usados para moer pigmentos como malaquita e galena, utilizados à pintura dos olhos. Os primeiros exemplares eram retangulares em forma, mas desde Nacada I (4000–3500 a.C.) foram geralmente feitos com elaboradas formas geométricas - inclusive uma romboide semelhante ao símbolo do futuro deus da fertilidade Mim - ou silhuetas esquemáticas de animais, como hipopótamos e tartarugas, que às vezes receberam a incrustação de olhos.
Segundo Ian Shaw, em Nacada I, elas provavelmente obtiveram conotações ritualísticas e mágicas. Em Nacada II (3500–3200 a.C.), peixes e pássaros eram as formas preferidas, e muitos tinham formas de escudo, com cabeças de pássaros no topo. Em Nacada III (3200–3000 a.C.), a gama de formas diminuiu consideravelmente, mas simultaneamente tornar-se-iam mais cerimoniais. Geralmente ovais ou em forma de escudo, foram usadas como itens votivos em templos em vez de bens mortuários e várias foram encontradas como provisões no templo da Época Tinita (3100–2686 a.C.) em Hieracômpolis. Foram gravadas com relevos descrevendo a ideologia e rituais da elite emergente.